# Kotlinka pod Żabim Koniem

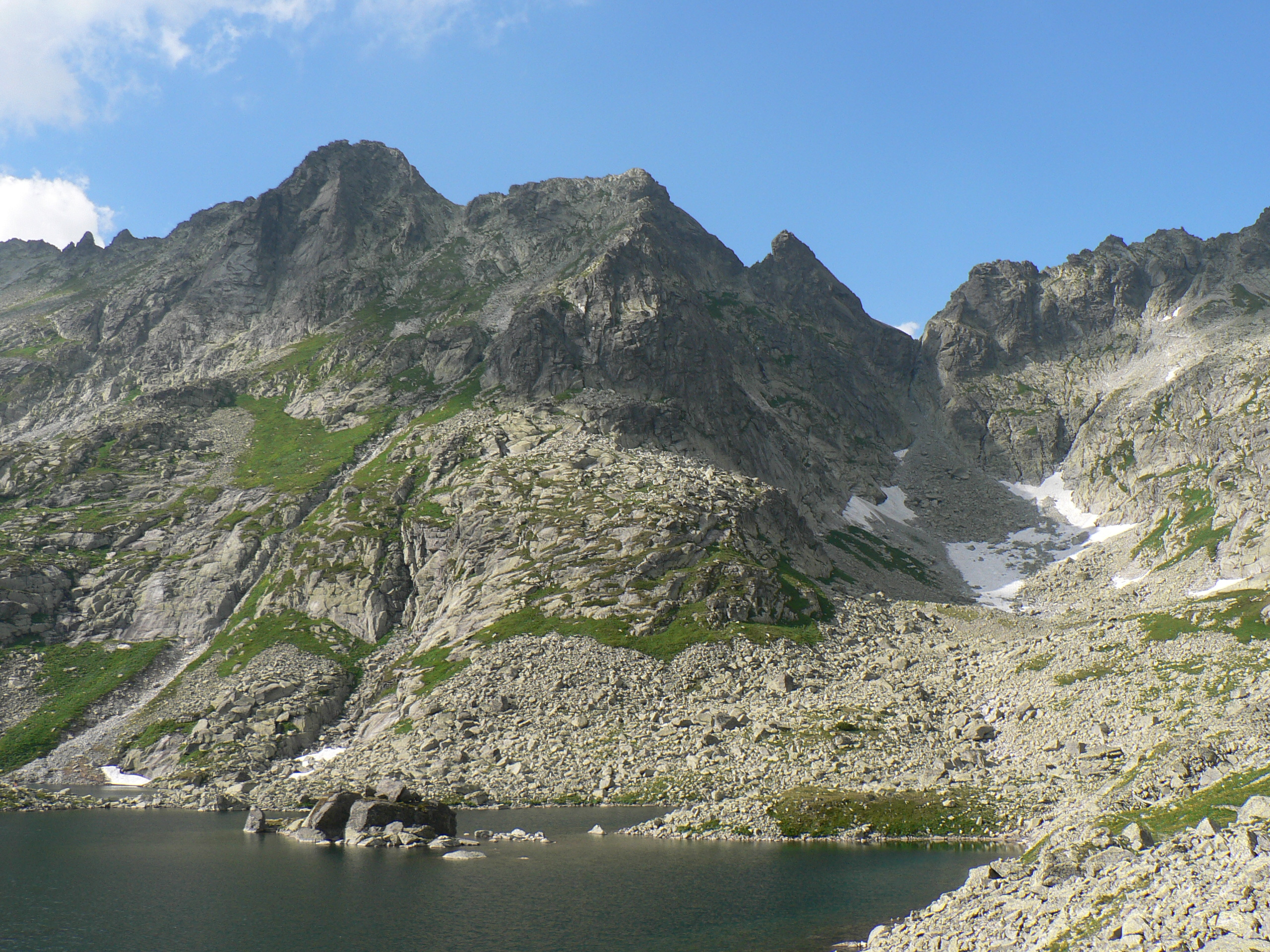
Kotlinka pod Żabim Koniem (ze śniegiem) widoczna pod granią główną

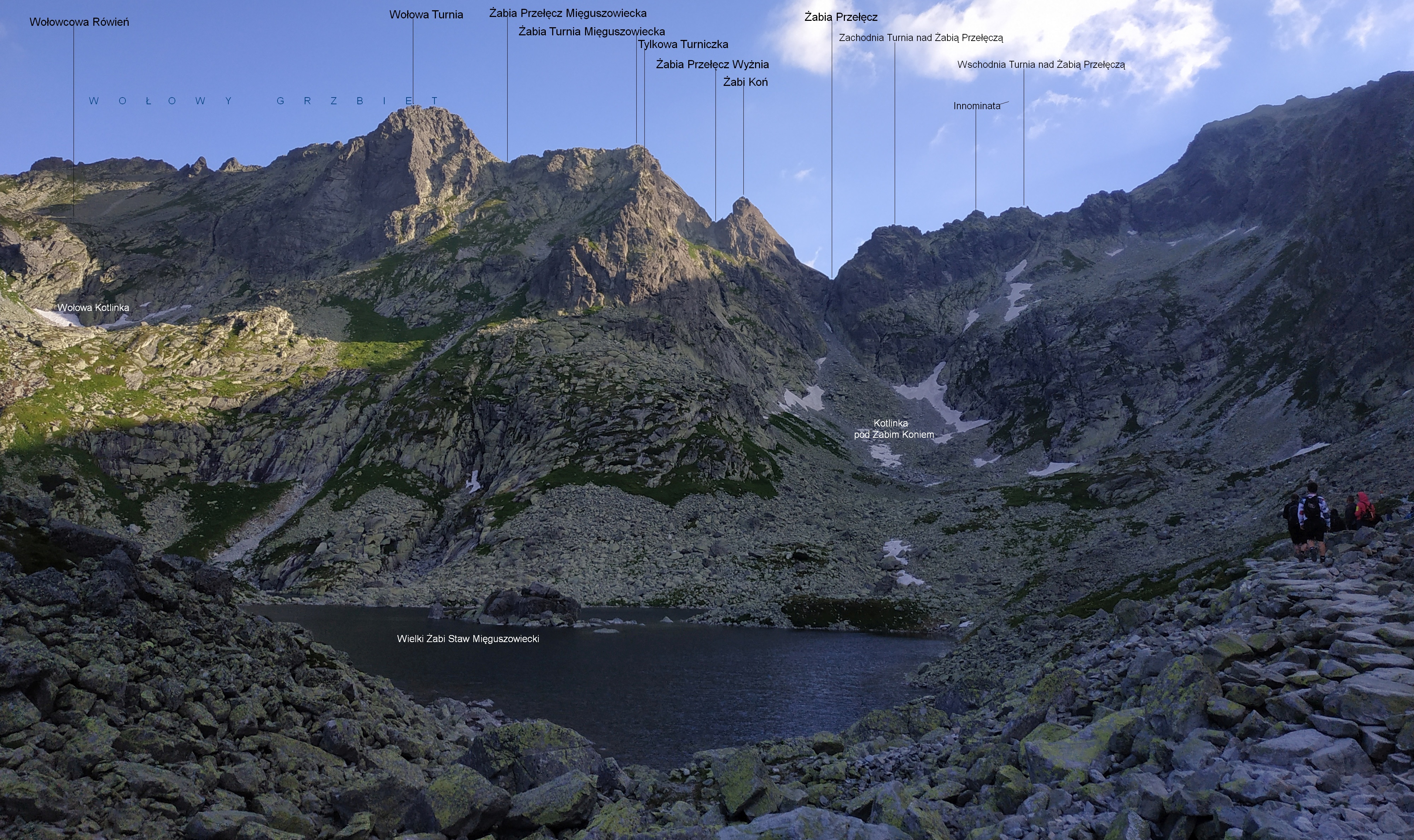

Kotlinka pod Żabim Koniem (niem. Froschseekar, słow. Kotlinka pod Žabím koňom, węg. Felső-Békástavi-katlan) – niewielka kotlinka będąca środkowym z trzech górnych pięter Doliny Żabiej Mięguszowieckiej (odgałęzienie Doliny Mięguszowieckiej). Jej ograniczenie tworzą:
- od północy – grań główna Tatr Wysokich na odcinku od Żabiej Turni Mięguszowieckiej po południowo-wschodni wierzchołek Rysów
- od zachodu – południowa grań Żabiej Turni Mięguszowieckiej z Tylkową Przełączką i Tylkową Turniczką
- od wschodu – południowo-zachodnia grzęda południowo-wschodniego wierzchołka Rysów. Oddziela ona Kotlinkę pod Żabim Koniem od Kotlinki pod Wagą – drugiego górnego piętra Żabiej Doliny Mięguszowieckiej[2].

Kotlinka pod Wagą jest osiowym przedłużeniem głównej doliny. Jest pokryta piargami. Brak w niej typowego dla górnych pięter Tatr skalnego progu. Od wschodu, kilkadziesiąt metrów powyżej dna kotlinki znajduje się pokryty piargami Taras pod Rysami.
Po raz pierwszy turystycznie kotlinkę zwiedzili Viktor Lorenz z przewodnikiem Janem Rumanem młodszym w sierpniu 1875 roku, a zimą Alfred Grosz i Theoblad Kregczy 26 marca 1913 r. Obecnie przez kotlinkę chodzą taternicy w drodze na Żabiego Konia, a jej dolnym skrajem biegnie znakowany szlak turystyczny na Rysy.